# قهرمان (مجموعه تلویزیونی ۱۹۶۶)
قهرمان (به انگلیسی: The Hero) یک مجموعه تلویزیونی آمریکایی است که از ۸ سپتامبر ۱۹۶۶میلادی تا ۵ ژانویه ۱۹۶۷میلادی پنجشنبه شب ساعت ۲۱:۳۰ از شبکه اِن بی سی NBC پخش شد. قهرمان اولین مجموعه تلویزیونی به کارگردانی ریچارد مولیگان بود .

## موضوع
این مجموعه با محوریت سام گرت ، ستاره یک سریال تخیلی تلویزیونی وسترن به نام جد کلیتون ، مارشال ایالات متحده بود .

## بازیگران
- ریچارد مولیگان در نقش سام گرت
- ماریت هارتلی در نقش روت گرت
- بابی هوران در نقش پل گرت
- ویکتور فرنچ در نقش فرد گیلمن
- مارک لندن در نقش دیویی

## قسمت ها
| ردیف | عنوان                                     | کارگردان        | نویسنده                                   | تاریخ پخش       |
| ---- | ----------------------------------------- | --------------- | ----------------------------------------- | --------------- |
| ۱    | "شبی که باید فراموش کنیم"                 | رابرت الیس میلر | بیل آیدلسون و سام بوبریک                  | ۸ سپتامبر ۱۹۶۶  |
| ۲    | "بازگشت بزرگ ادی کوچک"                    | TBA             | لئونارد استرن و دون هینکلی                | ۱۵ سپتامبر ۱۹۶۶ |
| ۳    | "من را ببخش اما حزب شما نمایش می دهد"     | TBA             | بیل آیدلسون و سام بوبریک                  | ۲۲ سپتامبر ۱۹۶۶ |
| ۴    | "کنجکاوی یک کلید را کشت"                  | TBA             | روزول راجرز                               | ۲۹سپتامبر ۱۹۶۶  |
| ۵    | "سر و صدا بدون علت"                       | TBA             | رونالد تبر و سیدنی زلینکا                 | ۶ اکتبر ۱۹۶۶    |
| ۶    | "انتقام بچه ها"                           | TBA             | روزول راجرز                               | ۱۳ اکتبر ۱۹۶۶   |
| ۷    | "خواستگار"                                | TBA             | بیل آیدلسون و سام بوبریک                  | ۲۰ اکتبر ۱۹۶۶   |
| ۸    | "روزی که سام گرت را شلیک کردند"           | ویلیام ویارد    | آستین کالیش و ایرما کالیش و لئونارد استرن | ۳ نوامبر ۱۹۶۶   |
| ۹    | "اگر مرا دوست داشتی ، از من متنفر می شدی" | TBA             | بود گروسمن                                | ۱۰ نوامبر ۱۹۶۶  |
| ۱۰   | "زبان جهانی"                              | TBA             | روزول راجرز                               | ۱۷ نوامبر ۱۹۶۶  |
| ۱۱   | "من نمی خواهم آن را بر روی یک سگ"         | TBA             | بیل آیدلسون و سام بوبریک                  | ۲۴ نوامبر ۱۹۶۶  |
| ۱۲   | "حقیقت هرگز صدمه نمی زند ... خیلی"        | TBA             | مارتین راگاوی                             | ۱ دسامبر ۱۹۶۶   |
| ۱۳   | "چه کسی به یک دوست نیازمند نیاز دارد؟"    | TBA             | بیل آیدلسون و سام بوبریک                  | ۸ دسامبر ۱۹۶۶   |
| ۱۴   | "من یک دوست دارم"                         | ویلیام ویارد    | جوزف سی کاولا و کارول کاولا               | ۱۵ دسامبر ۱۹۶۶  |
| ۱۵   | "پدر مورد علاقه من"                       | TBA             | روزول راجرز                               | ۲۲ دسامبر ۱۹۶۶  |
| ۱۶   | "Trayton Tyler Taylor بسیار با استعداد"   | TBA             | آرن سلطان                                 | ۵ ژانویه ۱۹۶۷   |